# Anba
Anba – według „Sumeryjskiej listy królów” drugi władca należący do dynastii z Mari. Dotyczący go fragment brzmi następująco:
„Anba (z Mari), syn Anbu, panował przez 17 lat”